# Стек (структура от данни)
Вижте пояснителната страница за други значения на Стек.
Стекът е линейна структура от данни в информатиката, в която обработката на информация става само от едната страна наречена връх. Дъното не е и не трябва да е достъпно. Стековете са базирани на принципа „последен влязъл пръв излязъл“ (от английски: LIFO – Last In First Out)
Стек произлиза от английската дума Stack означаваща куп, купчина, накуп и т.н.

## Начин на работа
Стекът теоретично може да събере безкраен брой обекти, но на практика само краен брой, ограничен от количеството памет. Обектите могат да се поставят и да се четат (вадят) единствено от горната страна на стека. Стекът има три операции:
- push (добавяне) – поставя нов обект върху стека
- pop или pull (изваждане/изтегляне) – вади най-горния (последно добавения) елемент от стека
- peek (надникване) – показва най-горния елемент от стека без да го изважда

## История
Тази структура за първи път е предложена през 1955 и патентована през 1957 от немския компютърен специалист Фридрих Лудвиг Бауер и Клаус Самелсон

## Имплементация
На C++:
```
#include
 
<stdexcept>

// Modelliert einen Stapel fixer Größe, der Elemente des Typs T enthält.

// Diese Implementierung ist jener in Mikroprozessoren ähnlich, jedoch für

// dynamisch wachsende Stapel speicherineffizient – verwende besser deque<T>.

template
<
typename
 
T
>

class
 
Stack
 
{

 
int
 
size
;
 
// големина на стека

 
int
 
top
;
 
// позиция на пойнтъра към стека

 
T
*
 
values
;
 
// масив със стойности

public
:

 
Stack
(
int
 
size
)

 
:
 
size
(
size
),
 
top
(
0
),
 
values
(
new
 
T
[
size
])
 
{

 
}

 
~
Stack
()
 
{

 
delete
 
[]
 
values
;

 
}

 
void
 
push
(
T
 
value
)
 
{
 
// записва нов елемент в стека

 
if
 
(
top
 
>=
 
size
)

 
throw
 
std
::
overflow_error
(
"Стекът е пълен"
);

 
values
[
top
]
 
=
 
value
;

 
++
top
;

 
}

 
T
 
pop
()
 
{
 
// вади най-горния елемент от стека

 
if
 
(
top
 
==
 
0
)

 
throw
 
std
::
underflow_error
(
"Стекът е празен"
);

 
--
top
;

 
return
 
values
[
top
];

 
}

};

```

В повечето API-та стековете са имплементирани като свързани списъци. Стандартната библиотека на C++ предлага темплейта deque<T> с методите push_back() и pop_back(). В Java тази функционалност се предоставя от класа java.util.LinkedList